# Qarabagh (Distrikt)
Qarabagh (persisch ولسوالی قره‌باغ، ولایت کابل) ist ein nordöstlicher Distrikt (Regierungsbezirk) der Provinz Kabul in Afghanistan.
Der Distrikt is 50 Kilometer nördlich von Kabul und 20 Kilometer südöstlich von der Bagram Air Base entfernt. Er liegt auf der Kabul–Parwan Route, im Norden grenzt er an den Distrikten Guldara und Istalif (Distrikt), im Südosten an der Provinz Parwan und im Süden an den Distrikten Deh Sabz und Kalakan. Der Hauptort, der den gleichen Namen trägt, befindet sich im westlichen Teil.
Der gesamte Bezirk hat während der Kriege schwere Schäden erlitten. Alle Infrastrukturen für Landwirtschaft, Gesundheit und Bildung wurden zerstört. Viele Menschen flohen aus dem Bezirk. In diesem Bezirk werden 9 % der in Afghanistan produzierten Rosinen produziert, die meisten seiner Bewohner sind Besitzer großer Weinberge.
Die Fläche beträgt 214,1 Quadratkilometer und die Einwohnerzahl 86.358 (Stand: 2020). Die Einwohner sind hauptsächlich Paschtunen, gefolgt von Tadschiken.